# Grandfathered
Grandfathered (promocionado en Hispanoamérica como El antiabuelo) es una serie de televisión estadounidense de comedia de situación creado por Daniel Chun. Originalmente titulado Grandpa, el show fue recogido por Fox el 8 de mayo de 2015, y fue estrenada el 29 de septiembre de 2015. El 15 de octubre de 2015, Fox ordenó 6 episodios adicionales para la primera temporada. El 28 de octubre de 2015, Fox ordenó una temporada completa de 22 episodios.
Fox cancela la serie el 12 de mayo de 2016, con sólo una temporada al aire.

## Sinopsis
Grandfathered detalla de la vida de un soltero y propietario de un restaurante que descubre que tiene un hijo, así como una nieta de una relación que se ha producido más de 25 años antes de la serie.

## Reparto

### Principales
- John Stamos como James "Jimmy" Martino, de 51 años de edad, soltero de por vida y exitoso dueño de un restaurante que descubre que tiene un hijo y una nieta. Está considerado como absorto en sí mismo, obsesionado por su trabajo, y sin experiencia en la paternidad. A medida que la serie avanza, su personalidad egoísta lentamente comienza a desvanecerse, cuando se da cuenta de que el hijo que nunca supo que había tenido, ha necesitado un padre, y Jimmy ahora quiere hacer las paces con él.
- Paget Brewster como Sara Kingsley, la madre de Gerald, la abuela de Edie, y la exnovia de Jimmy. Ella rompió con Jimmy debido a su personalidad egocéntrica y obsesionado con su carrera. Después de su separación, se enteró de que estaba embarazada de Gerald y lo mantuvo oculto a Jimmy por más de 25 años.
- Josh Peck como Gerald E. Kingsley, Jimmy y su hijo de 25 años de edad, de Sara, que también tiene una hija.
- Christina Milian como Vanessa, la mejor amiga de Gerald y la madre de su hija con el que está enamorada. Ella no suele ser consciente de los intentos de Gerald para cortejarla.
- Ravi Patel como Ravi Gupta, el jefe de cocina en el restaurante de Jimmy.
- Kelly Jenrette como Annelise Wilkinson, asistente de Jimmy y su mano derecha que es una lesbiana.

### Recurrentes
- Layla y Emelia Golfieri como Edie, hija de Gerald y Vanessa, y nieta de Jimmy y Sara.
- Abby Walker como Cindy, una servidora boba y abiertamente bisexual que trabaja en el restaurante de Jimmy.
- AJ Rivera como Víctor, un chef que trabaja por debajo de Ravi en el restaurante de Jimmy.
- Andrew Daly como Bruce.
- Regina Hallcomo Catalina Sanders, una directora general con quién sale con Jimmy y con quien tiene una relación rara de "adultos".
- Michael Trucco como Craig.

## Recepción
Grandfathered ha recibido críticas generalmente positivas de los críticos. En Rotten Tomatoes la serie tiene una calificación de 68%, basado en 44 revisiones, con una media de 6/10. El consenso crítico del sitio dice, "John Stamos es tan guapo y encantador como siempre, pero con chistes viejo que es tan cansador y sensiblero". En Metacritic, la serie tiene una puntuación de 62 sobre 100, basado en 22 críticos, lo que indica "críticas generalmente favorables".